# MNG 항공의 운항 노선
2019년 5월 기준으로, MNG 항공은 다음의 노선을 운항 중이다.

## 운항 노선

### 아시아

#### 서남아시아
- 바레인
  - 마나마 - 바레인 국제공항
- 아랍에미리트
  - 아부다비 - 아부다비 국제공항
  - 두바이 - 알막툼 국제공항
- 이라크
  - 바그다드 - 바그다드 국제공항
- 이란
  - 테헤란 - 테헤란 이맘 호메이니 국제공항
- 이스라엘
  - 텔아비브 - 벤구리온 국제공항
- 카타르
  - 도하 - 하마드 국제공항
- 파키스탄
  - 라호르 - 알라마 이크발 국제공항
  - 카라치 - 진나 국제공항

### 아프리카

#### 북아프리카
- 리비아
  - 트리폴리 - 미티가 국제공항
- 알제리
  - 알제 - 우아리 부메디엔 공항
  - 오랑 - 아메드 벤 벨라 공항
- 튀니지
  - 튀니스 - 튀니스 카르타고 국제공항

### 유럽

#### 서유럽
- 영국
  - 런던 - 런던 루턴 공항
- 프랑스
  - 파리 - 파리 샤를 드 골 국제공항
- 독일
  - 라이프치히 - 라이프치히 할레 공항
  - 뮌헨 - 뮌헨 국제공항
  - 프랑크푸르트 - 프랑크푸르트 국제공항
- 네덜란드
  - 암스테르담 - 암스테르담 스키폴 국제공항

#### 남유럽
- 튀르키예
  - 이스탄불 - 아타튀르크 국제공항 허브